# Moechotypa alboannulata
Moechotypa alboannulata là một loài bọ cánh cứng trong họ Cerambycidae.